# Dubrovački Trubaduri
Dubrovački Trubaduri (serbokroatisch für Troubadure aus Dubrovnik) waren eine jugoslawische Band, die in den 1960er und 1970er Jahren erfolgreich war.

## Bandgeschichte
Ihr Musikstil bewegte sich zwischen Schlager und einer Art von Folk, die an die italienisch-dalmatinische Musik der frühen Neuzeit angelehnt war. Dementsprechend traten sie teilweise in historischen Kostümen auf.
Die Band wurde 1962 gegründet. Mitglieder waren (Stand 1968):
- Đelo Jusić (* 26. Januar 1939; † 31. Mai 2019:[1] Gitarre, Mandoline etc., auch Komponist)
- Luci Kapurso (Klarinette etc.)
- Hamo Hajdarhodžić (Gitarre etc.)
- Marko Brešković (* 1942; † 30. August 2010: Bassgitarre)
- Ladislav Padjen
- Slobodan Berdović

1968 gewann die Band mit dem Lied Jedan dan (Ein Tag) den jugoslawischen Vorausscheid zum Eurovision Song Contest. Da die damaligen Regeln des ESC jedoch keine Bands zuließen, sondern nur Einzelinterpreten oder Duos mit maximal drei Backgroundsängern, traten Luci Kapurso und Hamo Hajdarhodžić als Duo an, drei weitere Bandmitglieder wurden als Backgroundchor deklariert. Der Beitrag belegte punktgleich mit den Beiträgen aus Belgien und Monaco den 7. Platz.
Bis Ende der 1970er Jahre nahm die Band mehrere LPs und Singles auf.